# Listă de comitate din statul Florida

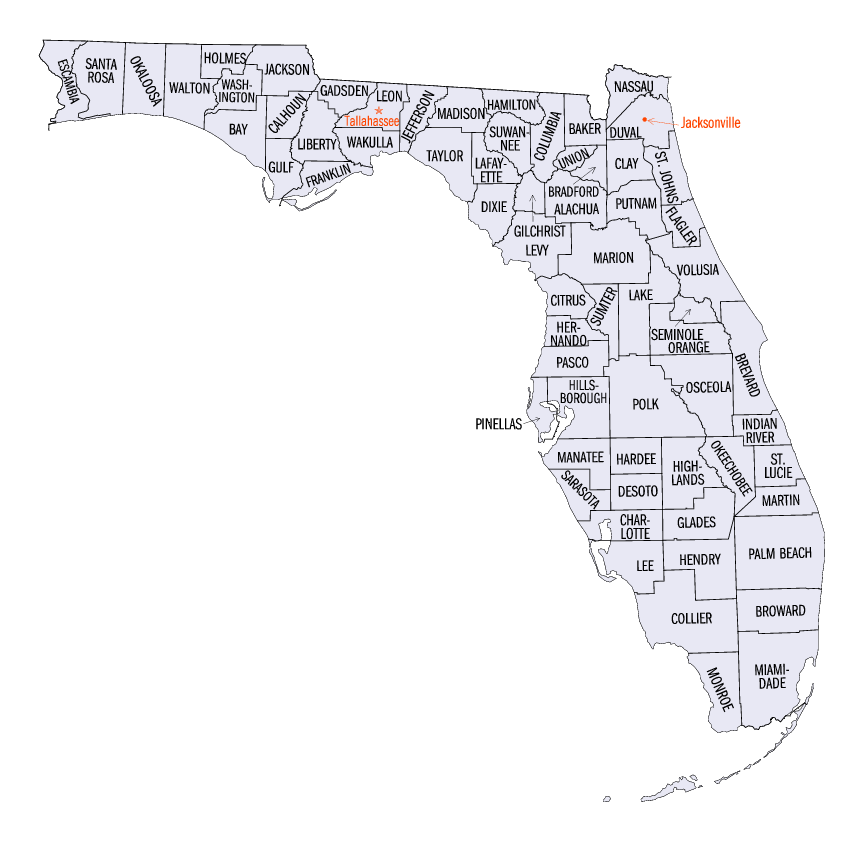
Harta celor 67 de comitate din statul din SUA

- Această pagină este o listă a celor 67 de comitate din statul Florida.

- Vedeți și Listă de municipalități din statul Florida.
  - Vedeți și Listă de orașe din statul Florida.
  - Vedeți și Listă de târguri din statul Florida.
  - Vedeți și Listă de sate din statul Florida.

respectiv
- Vedeți și Listă de locuri desemnate pentru recensământ din statul Florida.
- Vedeți și Listă de comunități neîncorporate din statul Florida.
- Vedeți și Listă de localități din statul Florida.
- Vedeți și Listă de localități dispărute din statul Florida.
- Vedeți și Listă de rezervații amerindiene din statul Florida.

| Comitatul    | Populația 1 iulie 2007 | Sediul             | Populația 1 iulie 2007 |
| ------------ | ---------------------- | ------------------ | ---------------------- |
| Alachua      | 240.082                | Gainesville        | 114.375                |
| Baker        | 25.745                 | Macclenny          | 5.813                  |
| Bay          | 163.984                | Panama City        | 36.805                 |
| Bradford     | 28.769                 | Starke             | 5928                   |
| Brevard      | 536.161                | Titusville         | 43.934                 |
| Broward      | 1.759.591              | Fort Lauderdale    | 183.606                |
| Calhoun      | 13.594                 | Blountstown        | 2457                   |
| Charlotte    | 152.814                | Punta Gorda        | 16.619                 |
| Citrus       | 140.169                | Inverness          | 7248                   |
| Clay         | 182.023                | Green Cove Springs | 6403                   |
| Collier      | 315.839                | Naples             | 21.653                 |
| Columbia     | 67.985                 | Lake City          | 12.277                 |
| DeSoto       | 34.675                 | Arcadia            | 6923                   |
| Dixie        | 14.942                 | Cross City         | 1828                   |
| Duval        | 849.159                | Jacksonville       | 805.605                |
| Escambia     | 306.407                | Pensacola          | 54.283                 |
| Flagler      | 88.397                 | Bunnell            | 1948                   |
| Franklin     | 10.030                 | Apalachicola       | 2237                   |
| Gadsden      | 47.197                 | Quincy             | 6881                   |
| Gilchrist    | 17.017                 | Trenton            | 1843                   |
| Glades       | 11.109                 | Moore Haven        | 1716                   |
| Gulf         | 14.059                 | Port St. Joe       | 3579                   |
| Hamilton     | 14.301                 | Jasper             | 1795                   |
| Hardee       | 28.830                 | Wauchula           | 4553                   |
| Hendry       | 39.611                 | Labelle            | 4873                   |
| Hernando     | 169.070                | Brooksville        | 7919                   |
| Highlands    | 99.349                 | Sebring            | 10.780                 |
| Hillsborough | 1.174.727              | Tampa              | 336.823                |
| Holmes       | 19.245                 | Bonifay            | 2780                   |
| Indian River | 131.837                | Vero Beach         | 16.980                 |
| Jackson      | 49.287                 | Marianna           | 6290                   |
| Jefferson    | 14.451                 | Monticello         | 2519                   |
| Lafayette    | 7998                   | Mayo               | 1028                   |
| Lake         | 301.059                | Tavares            | 13.661                 |
| Lee          | 590.564                | Fort Myers         | 64.258                 |
| Leon         | 260.945                | Tallahassee        | 168.979                |
| Levy         | 39.065                 | Bronson            | 1052                   |
| Liberty      | 7851                   | Bristol            | 931                    |
| Madison      | 18.957                 | Madison            | 3050                   |
| Manatee      | 315.108                | Bradenton          | 53.431                 |
| Marion       | 324.857                | Ocala              | 53.491                 |
| Martin       | 139.182                | Stuart             | 15.964                 |
| Miami-Dade   | 2.387.170              | Miami              | 409.719                |
| Monroe       | 73.223                 | Key West           | 22.682                 |
| Nassau       | 68.450                 | Fernandina Beach   | 11.543                 |
| Okaloosa     | 181.499                | Crestview          | 19.451                 |
| Okeechobee   | 40.311                 | Okeechobee         | 5937                   |
| Orange       | 1.066.113              | Orlando            | 227.907                |
| Osceola      | 255.815                | Kissimmee          | 61.777                 |
| Palm Beach   | 1.266.451              | West Palm Beach    | 99.377                 |
| Pasco        | 462.715                | Dade City          | 7095                   |
| Pinellas     | 917.437                | Clearwater         | 106.642                |
| Polk         | 574.746                | Bartow             | 16.818                 |
| Putnam       | 73.821                 | Palatka            | 10.804                 |
| Santa Rosa   | 147.044                | Milton             | 8580                   |
| Sarasota     | 372.073                | Sarasota           | 52.488                 |
| Seminole     | 409.509                | Sanford            | 50.468                 |
| St. Johns    | 175.446                | St. Augustine      | 12.284                 |
| St. Lucie    | 260.939                | Fort Pierce        | 40.195                 |
| Sumter       | 72.246                 | Bushnell           | 2228                   |
| Suwannee     | 39.525                 | Live Oak           | 7184                   |
| Taylor       | 19.771                 | Perry              | 6801                   |
| Union        | 14.991                 | Lake Butler        | 1923                   |
| Volusia      | 500.413                | De Land            | 26.883                 |
| Wakulla      | 29.726                 | Crawfordville      | -                      |
| Walton       | 52.881                 | De Funiak Springs  | 4976                   |
| Washington   | 22.886                 | Chipley            | 3727                   |

## Alte legături interne
- Categorie:Liste de comitate din Statele Unite ale Americii după stat
- Categorie:Liste de orașe din Statele Unite după stat
- Categorie:Liste de târguri din Statele Unite după stat
- Categorie:Liste de districte civile din Statele Unite după stat
- Categorie:Liste de sate din Statele Unite după stat
- Categorie:Liste de comunități neîncorporate din Statele Unite după stat
- Categorie:Liste de localități dispărute din Statele Unite după stat
- Categorie:Liste de comunități desemnate pentru recensământ din Statele Unite după stat
- Categorie:Liste de rezervații amerindiene din Statele Unite după stat
- Categorie:Liste de zone de teritoriu neorganizat din Statele Unite după stat

respectiv
- Listă de orașe din statul Florida
- Listă de târguri din statul Florida
- Listă de districte civile din statul Florida
- Listă de sate din statul Florida
- Listă de locuri desemnate pentru recensământ din statul Florida
- Listă de comunități neîncorporate din statul Florida
- Listă de localități din statul Florida
- Listă de localități dispărute din statul Florida
- Listă de zone de teritoriu neorganizat din statul Florida